# Hyposmocoma menehune
Hyposmocoma menehune — вид моли эндемичного гавайского рода Hyposmocoma. 

## Распространение
Обитает на острове Нихоа в каньоне Миллера.

## Описание
Взрослые моли имеют размах крыльев 7,2-7,4 мм.

### Личиночная стадия
Личинки плетут кокон. Кокон гусеницы — от серого до серо-коричневого цвета, цилиндрической формы, длиной 3,7—4,0 мм, похож на кокон Hyposmocoma nihoa, но без характерного заострённого дистального отдела.